# Catedral de San Pedro y San Pablo (Pitigliano)
La Catedral de San Pedro y San Pablo es el principal lugar de culto de Pitigliano, en la provincia de Grosseto, sede del obispo de la diócesis de Pitigliano-Sovana-Orbetello.

## Historia
La primera mención de una iglesia en Pitigliano se remonta a 1061. Ya en 1276, se nombran tres iglesias parroquiales: San Juan, Santa María (ahora conocida como San Roque) y San Pedro. Años más tarde, esta última se convirtió en colegiata con el "Capítulo Colegial" (o de los Canónigos) y tomó el nombre de los santos Pedro y Pablo. Fue renovada varias veces, especialmente en 1509 por la voluntad de Nicolas III Orsini conde de Pitigliano y ya durante el siglo XVIII, después de que el obispo de Sovana fijara su residencia permanentemente en Pitigliano, la antigua iglesia colegiada se convirtió en catedral en 1845 gracias a los esfuerzos del obispo F. M. Barzellotti.

## Descripción

### Fachada
La fachada está dividida en tres partes por cuatro grandes pilastras. El pórtico principal, del siglo XVI, está hecho de mármol travertino y está coronado con estucos del siglo XVIII que representan querubines que sostienen la cruz. A ambos lado del pórtico principal, hay dos nichos también decorados con estucos, el nicho derecho alberga una estatua de mármol travertino que representa a San Pablo, mientras que el nicho izquierdo alberga a San Pedro, los dos santos a los qué está dedicada la catedral.
La segunda altura de la fachada presenta tres ventanas con marcos de estuco, de las cuales, la ventana central es de una exquisita mano de obra. La tercera altura termina con un tímpano en donde hay un bajorrelieve de mármol de Carrara que representa a Maria de la Asunción con San Roque y San Francisco.

### Campanario
Al lado izquierdo de la Catedral de San Pedro y San Pablo se encuentra un campanario, que originalmente fue utilizado para actividades civiles y militares. La estructura original preveía solo dos alturas (según lo atestigua el escudo de armas municipal de la ciudad de Pitigliano) pero se le agregó una tercera durante la época de los Medici, para añadir a la torre el papel de campanario, como lo atestiguan las campanas fusionadas en 1726.

### Interior

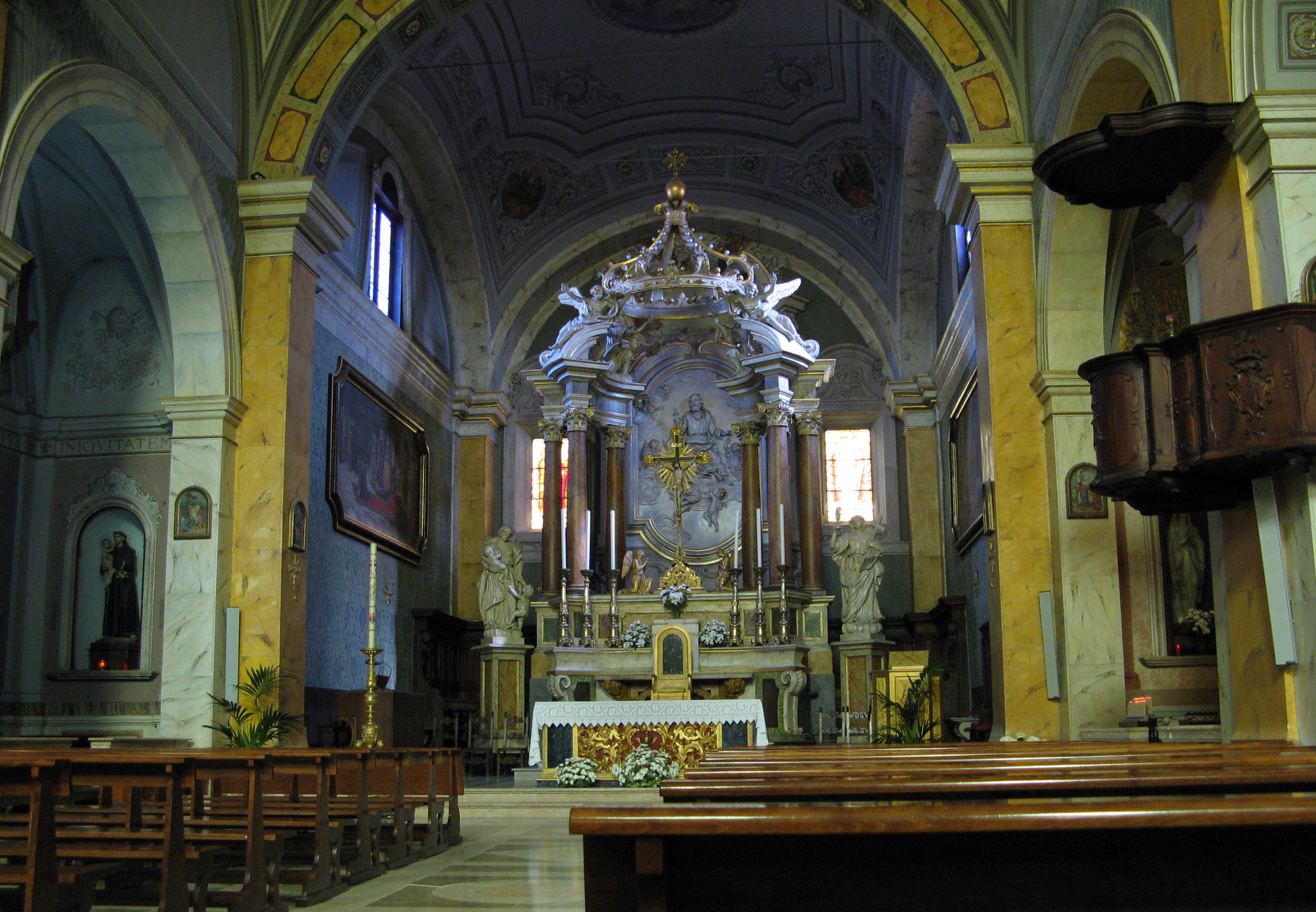
Interior

La estructura arquitectónica del interior de la catedral es la realizada en la remodelación de 1509. Su apariencia actual es la dada en el siglo XVIII cuando se agregaron las capillas laterales, la "Macchina" barroca del altar mayor y todos los elementos arquitectónicos de decoración. A la derecha de la puerta de entrada se encuentra la placa que recuerda la reforma ordenada por Nicolas III Orsini en 1509.
En el primer altar a la derecha hay gran lienzo del siglo XIX que representa la predicación de San Pablo de la Cruz. La imagen nos recuerda el compromiso del Santo con la evangelización de este territorio. La primera capilla de la derecha está dedicada a Nuestra Señora de los Dolores, aquí se encontraban dos pinturas que representan a San Miguel Arcángel y a las almas del Purgatorio, realizadas para la catedral entre 1725 y 1728 por el pintor Francesco Zuccarelli (Pitigliano 1702 - Florencia 1788), pero que ahora se conservan en el Museo Diocesano. La segunda capilla de la derecha, reformada en la primera mitad del siglo XX por el obispo S. Battistelli, da la bienvenida a los Santísimos Sacramentos.
En el presbiterio, a ambos lados del altar mayor coronado por la "Mácchina" barroca, dos estatuas de estuco que representan a La Fe, a la derecha, y La Caridad, a la izquierda. Detrás del altar, la imagen principal, también hecha de estuco, representa a San Pedro en la gloria. La bóveda alberga las imágenes de los cuatro evangelistas en sus cuatro esquinas y la gloriosa cruz en el centro. En los parte superior de los laterales, hay dos grandes cuadros realizados entre 1883 y 1885 por el pintor de Sansiano Pietro Aldi (Manciano 1852 - 1888) encargado por el Capítulo de la Catedral que quería celebrar la presencia de la preciosa reliquia del brazo de San Gregorio VII (Ildebrando di Soana). El cuadro de la derecha muestra la predestinación del joven Ildebrando, mientras que el de la izquierda a Enrico IV en Canossa (los bocetos preparatorios de las pinturas, que muestran diferencias interesantes con los lienzos debido a una cuidadosa investigación histórica del tema, se encuentran en el Museo Diocesano, donde también se conserva el relicario del santo).
La segunda capilla de la izquierda está dedicada a San Gregorio VII, cuya estatua se encuentra en el nicho sobre el altar. La placa de la izquierda recuerda el compromiso del Capítulo en conmemoración de la Santa (patrona de la diócesis junto con San Mamiliano y San Pablo de la Cruz).
En la primera capilla de la izquierda, sobre el altar, se encuentra el lienzo que representa a la Sagrada Familia, realizada por la pintora Francesca Ciacci en la primera mitad del siglo XX. Bajo el cuadro, está la pila bautismal de madera tallada, del siglo XVIII, en la que están representados, en el centro el bautismo de Jesús y ambos lados San Juan Bautista en el desierto y San Juan Bautista con el cordero. En el centro de la base, aparece el escudo de armas de un obispo de la familia Medici, y a los lados el campanario (aquí con tres órdenes) rodeado por las seis bolas Medici. En el primer altar a la izquierda está el gran lienzo del pintor sienés Francesco Vanni, ejecutado en 1609, que representa a Nuestra Señora del Rosario con Santa Catalina de Siena, Santo Domingo y San Pío V.

## Galería de imágenes

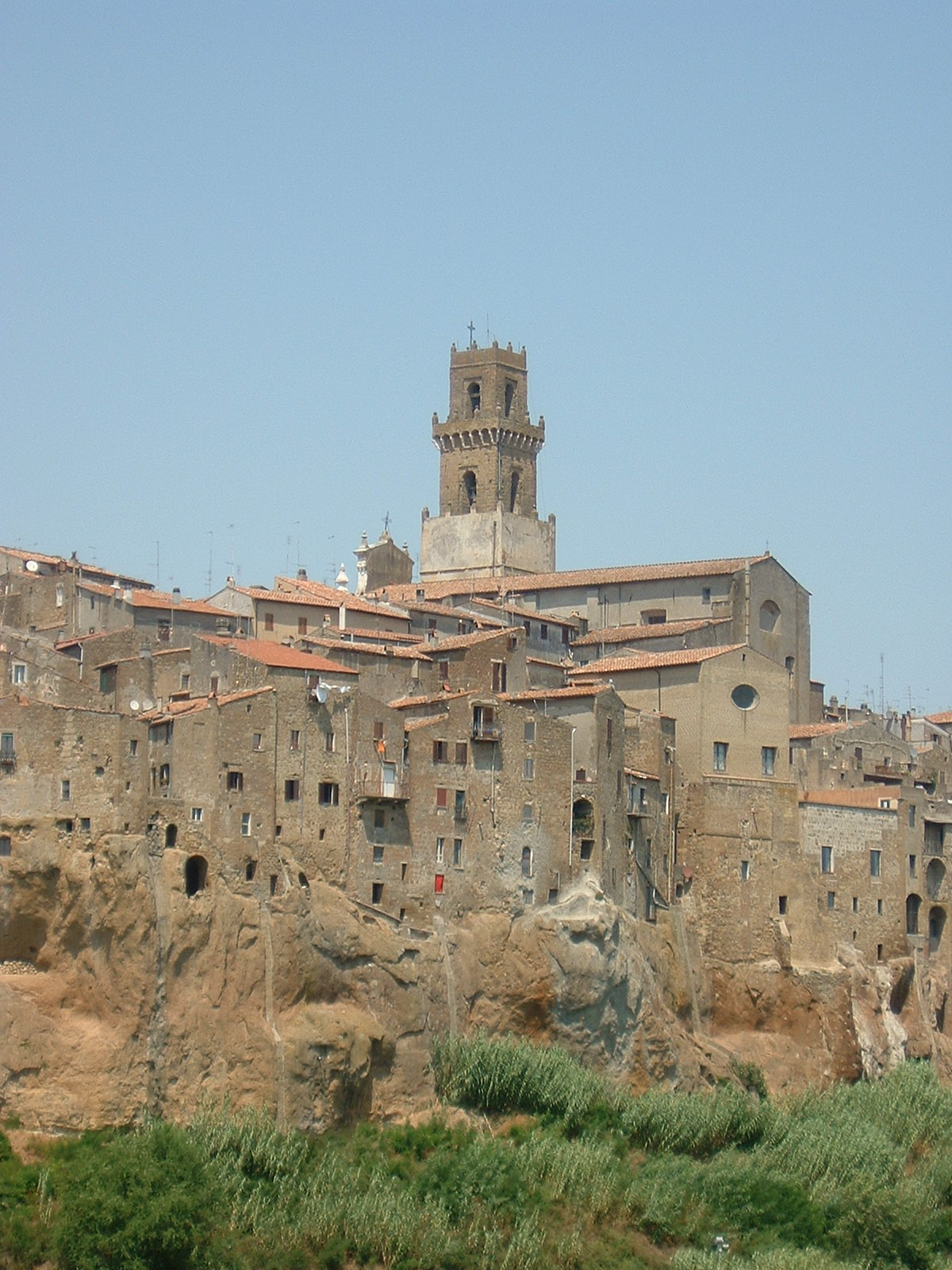
Panorámica de la Ciudad con la Catedral
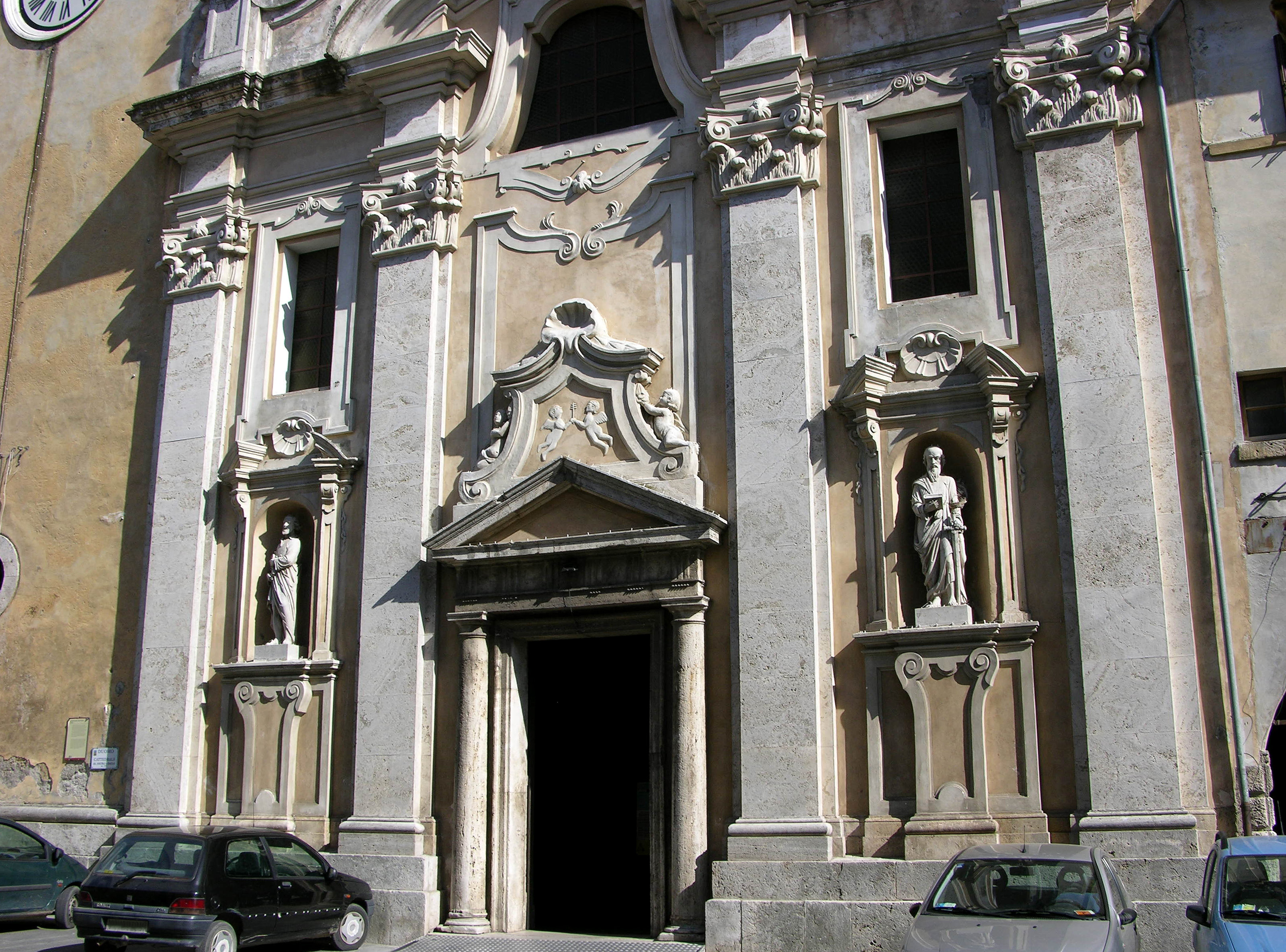
Fachada de la Catedral